# Schlauchsystem

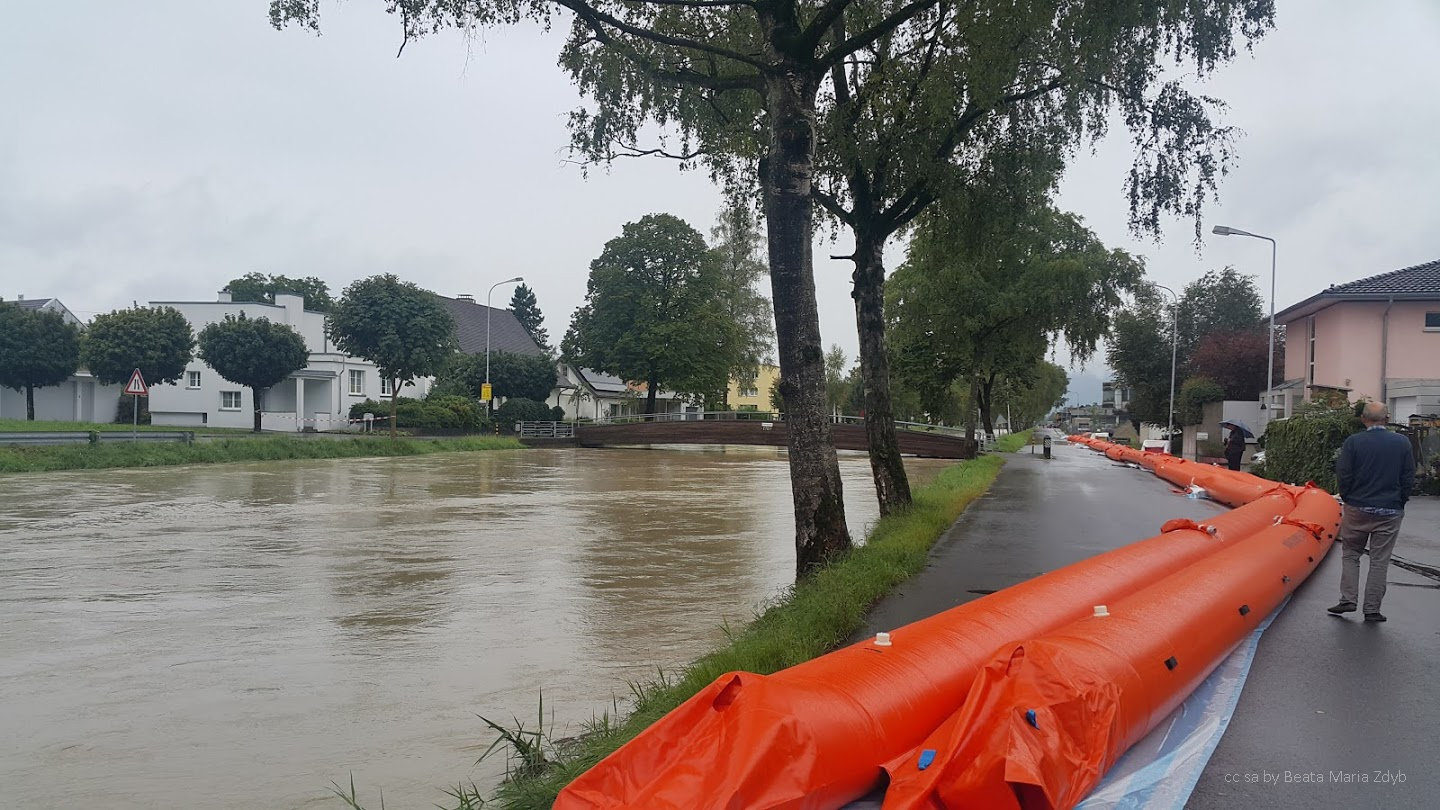
Mobiler Schlauchdamm am Rheintaler Binnenkanal in Widnau während Hochwasser 2017

Ein Schlauchsystem besteht aus Kunststoffschläuchen, die mit Wasser, Luft, Sand oder mit einem Gemisch aus Wasser und Luft gefüllt werden und zum Zurückhalten von Hochwasser wie auch weiteren flüssigen Medien in Notsituationen dienen. Zu Schlauchsystemen gehören beispielsweise Schlauchdämme, Schlauchwälle, Schlauchdeiche oder Schlauchsperren.

## Abgrenzung zu Schlauchwehr
Schlauchsysteme wie z. B. Schlauchdämme und Schlauchwehre basieren auf ähnlichen Technologien. Der Unterschied in der Funktion besteht entsprechend den Begriffen Damm und Wehr: ein Damm staut Wasser zurück (Vermeidung von Überströmung als Schutzziel angestrebt), während ein Wehr einen Wasserlauf bei der Über- oder Durchströmung auf einer bestimmten Stauhöhe reguliert.

## Mobile Schlauchsysteme

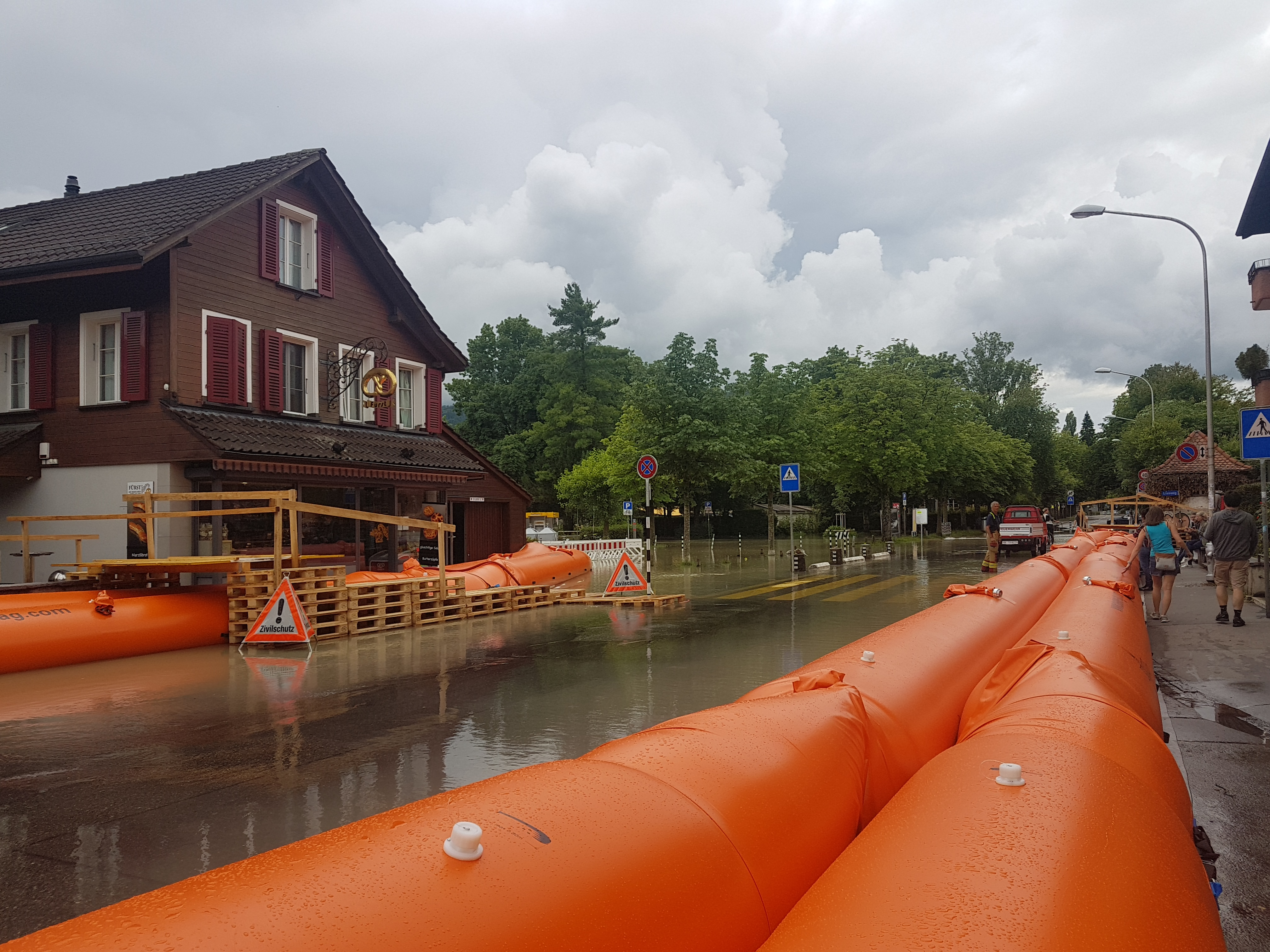
Mobiles Schlauchsystem zum Hochwasserschutz im Berner Marziliquartier während Hochwasser, 13. Juli 2021

Es existieren diverse Produkte verschiedener Anbieter für den mobilen, ortsunabhängigen Hochwasserschutz mit Bezeichnungen wie Schlauchdamm, Schlauchwall und Schlauchdeich, zwischen denen grundsätzlich kein wesentlicher Unterschied besteht. Damm, Wall und Deich sind eng verwandte Begriffe. Weitere Bezeichnungen für Schlauchsysteme sind Sperren und Barrieren.
Mobile Schlauchsysteme werden vor allem im Hochwasserschutz bei Notfällen eingesetzt, um Wasser mit einer Stauhöhe von wenigen Dezimetern bis in den Meterbereich zurückzuhalten. Gebäude, Lagerhallen, Industrieanlagen, aber auch ganze Siedlungsviertel können damit vor dem Eindringen von Wasser oder Schlamm geschützt werden. Schlauchelemente weisen verschieden große Durchmesser und Längen auf, können zu beliebig langen Ketten (oder zu Ringen) zusammengefügt und nach dem Gebrauch wiederverwendet werden. Sie sind vielfach parallel als Doppel- oder auch als Dreifachschlauch verbunden.
Mobile Schlauchsysteme werden beim Hochwasserschutz als Alternative zu Sandsäcken eingesetzt. Bei den entsprechenden Produkten wird dabei der schnellere Aufbau mit weniger Personal genannt sowie auf Vorteile beim Transport, bei der Lagerung und bei der Entsorgung hingewiesen.
Je nach Beschaffenheit werden mobile Schlauchsysteme auch zum Zurückhalten von Löschwasser, flüssigen Chemikalien und Ölen eingesetzt.
Gemäß Entscheidungshilfe der Schweizerischen nationalen Plattform Naturgefahren werden wassergefüllte Schlauchsysteme grundsätzlich empfohlen für Ableiten Hanglage, Ringschutz Muldenanlage, Absperren Strassenabfluss, Linienschutz See, Linienschutz Fluss sowie Rückhalt von Flüssigkeiten.

## Teilmobile Schlauchsysteme

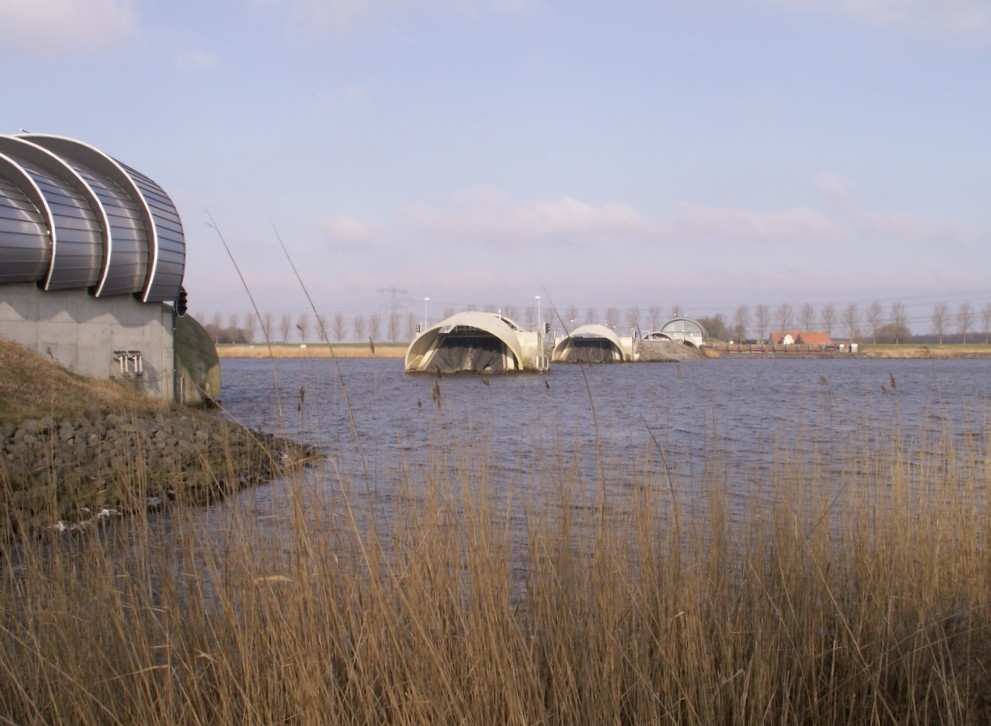
Schlauchdamm bei Ramspol

Teilmobile Schlauchsysteme gehören zu den teilmobilen Hochwasserschutzmaßnahmen, welche aus fest installierten Einrichtungen bestehen und sich durch eine weitgehend automatische Funktionsweise auszeichnen, welche im Ereignisfall kein manuelles Eingreifen erfordert. Ein bekanntes Beispiel für ein teilmobiles Schlauchsystem ist der Schlauchdamm bei Ramspol, der bei Stürmen als Sperrwerk in Betrieb genommen wird, um vor Hochwasser zu schützen. Er wird mit einem Wasser-Luft-Gemisch gefüllt und erreicht dabei eine Höhe von rund zehn Metern.